# 김형경
김형경(본명 김정숙, 1960년 1월 22일 ~ )는 대한민국의 소설가이다. 본관은 의성이며, 강원도 강릉에서 출생하였다. 강릉여자중학교와 강릉여자고등학교를 졸업하고, 경희대학교에 진학하여 국어국문학 학사를 취득하였다. 1983년 《문예중앙》 신인상에 〈이 강산 돌이 되어〉로 문단에 등단하였으며, 1985년 《문학사상》에 《죽음잔치》가 당선되었다.

## 경력
- 1986년 ~ 1991년 6월 - 중앙일보 출판국 기자
- 1992년 6월 ~ 1993년 6월 - 마스터라이프 편집장

## 수상
- 1983년 문예중앙 신인상
- 1985년 문학사상 중편소설 당선
- 1993년 국민일보 장편소설 당선

## 작품
- 1987년 경우의 수, 태풍주의보
- 1989년 모든 절망은 다르다(중앙M&B)
- 1991년 단종은 키가 작다(고려원)
- 1993년 새들은 제 이름을 부르며 운다(민예당)
- 1995년 가장 슬프고 아름답고 무서운 이야기(포도원)
- 1995년 세월(문학동네)
- 1996년 푸른 나무의 기억(문학과지성사)
- 1996년 현장 비평가가 뽑은 올해의 좋은소설(현대문학)
- 1999년 피리새는 피리가 없다1,2(한겨레신문사)
- 1999년 민둥산에서의 하룻밤(이수)
- 2001년 사랑을 선택하는 특별한 기준(문이당)
- 2004년 성에(푸른숲)
- 2004년 사람풍경(아침바다)
- 2005년 담배 피우는 여자(문학과지성사)
- 2005년 외출(문학과지성사)
- 2006년 천 개의 공감(한겨레출판사)
- 2008년 꽃피는 고래(창비)
- 2009년 좋은 이별(푸른숲)

## 참고 자료
- 《한국현대문학대사전》-김형경 ISBN 9788952104618